# スバ経 (中部)
『スバ経』（スバきょう、巴: Subha-sutta, スバ・スッタ）とは、パーリ仏典経蔵中部に収録されている第99経。『須婆経』（すばきょう）、『鸚鵡経』（オウムきょう）とも。
なお、長部の第10経にも『スバ経』という同名の経典がある。
類似の伝統漢訳経典としては、『中阿含経』（大正蔵26）の第152経「鸚鵡経」がある。
釈迦が、青年スバ（須婆）に仏法を説く。

## 構成

### 登場人物
- 釈迦
- スバ（須婆） --- 婆羅門の青年。

### 場面設定
ある時、釈迦はサーヴァッティー（舎衛城）のアナータピンディカ園（祇園精舎）に滞在していた。
そこに若い婆羅門であるスバ（須婆）が訪れ、出家者と在家者の違いを問う。釈迦はどちらであろうと善行・悪行の果報があると説く。
スバは婆羅門たちが唱える五つの実践を述べる。釈迦は根拠無く信じることを諌め、五蓋、五欲、四禅、四無量心などを説いていく。
スバは法悦し、三宝への帰依を誓う。帰り道にその話を聞いたジャーヌッソーニも、釈迦を讃える。

## 日本語訳
- 『南伝大蔵経・経蔵・中部経典3』（第11巻上） 大蔵出版
- 『パーリ仏典 中部（マッジマニカーヤ）中分五十経篇II』 片山一良訳 大蔵出版
- 『原始仏典 中部経典3』（第6巻） 中村元監修 春秋社